# Filippo Savini
Filippo Savini (* 2. Mai 1985 in Faenza) ist ein ehemaliger italienischer Radrennfahrer.

## Sportliche Laufbahn
Von 2007 bis 2013 war Filippo Savini im Elite-Radrennsport aktiv. 2008 gewann er jeweils eine Etappe der Tour de Langkawi und der Türkei-Rundfahrt, bei der Langkawi-Tour zusätzlich die Bergwertung. 2011 entschied er eine Etappe der Vuelta a Castilla y León für sich. Zweimal, 2008 und 2011, startete er beim  Giro d’Italia, kam aber beide Male nichts ins Ziel.

## Erfolge
2008
- eine Etappe Tour de Langkawi
- eine Etappe Türkei-Rundfahrt

2011
- eine Etappe Vuelta a Castilla y León

## Teams
- 2007 Ceramica Panaria-Navigare
- 2008 CSF Group-Navigare
- 2009 CSF Group-Navigare
- 2010 Colnago-CSF Inox
- 2011 Colnago-CSF Inox
- 2012 Colnago-CSF Inox
- 2013 Ceramica Flaminia-Fondriest (bis 7. Juni)